# Долговська сільська рада (Каргапольський район)
Долго́вська сільська рада (рос. Долговский сельский совет) — сільське поселення у складі Каргапольського району Курганської області Росії.
Адміністративний центр — село Долговське.

## Історія
3 квітня 2019 року були ліквідовані Окуневська сільська рада та Соколовська сільська рада, їхні території увійшли до складу Долговської сільської ради.

## Населення
Населення сільського поселення становить 1016 осіб (2017; 1176 у 2010, 1317 у 2002).

## Склад
До складу сільського поселення входять:
| Населений пункт         | Населення, осіб (2002) | Населення, осіб (2010) |
| ----------------------- | ---------------------- | ---------------------- |
| Долговське, село        | 1147                   | 1085                   |
| Жарникова, присілок     | 140                    | 91                     |
| Заозерна, присілок      | 162                    | 157                    |
| Ігнатьєва, присілок     | 92                     | 68                     |
| Лугова, присілок        | 133                    | 84                     |
| Окуневське, село        | 325                    | 314                    |
| Скоробагатова, присілок | 109                    | 72                     |
| Соколово, село          | 288                    | 175                    |
| Суханова, присілок      | 190                    | 158                    |
| Чапаєва, присілок       | 177                    | 144                    |